# Киевски призрак
Киевският призрак (на украински: Привид Києва) е митичен пилот на МиГ-29, на когото се приписва свалянето на шест руски самолета над Киев по време на Киевската офанзива на 24 февруари 2022 г. Различни доклади, включително Службата за сигурност на Украйна, твърдят, че изтребителят е свалил 10 руски самолета към 27 февруари. Легендата за Киевския призрак е с цел повдигане на бойния дух на украинците.

## История
На 24 февруари 2022 година Русия официално нахлува в Украйна в ескалация на вече съществуваща война между двете страни. По време на офанзивата в Киев, която започва в първия ден на инвазията, в социалните мрежи се разпространяват твърдения за пилот, свалил няколко руски самолета.  Твърди се, че пилот на МиГ-29, наричан от украинците „Киевския призрак“, е спечелил шест въздушни битки в небето на Киев през първите 30 часа от нахлуването. Шестте самолета са обявени за два Су-35, два Су-25, Су-27 и МиГ-29. 
Украинското министерство на отбраната заявява, че ако свалените самолети бъдат потвърдени, Киевският призрак може да е един от десетките опитни пилоти от запаса, които успешно се завръщат във въоръжените сили на Украйна след нахлуването на Русия. В туит Министърът на Отбраната на Украйна – Олексий Резников нарече Призрака на Киев „Въздушният отмъстител“.  Украинският главнокомандващ Валерий Залужни, казва, че може да потвърди само общо шест руски самолета, свалени в първия ден от боевете в Украйна, въпреки че може и да са били повече.